# 小川三知
小川 三知（おがわ さんち、1867年7月1日（慶応3年5月29日）- 1928年（昭和3年）10月24日）は大正から昭和初めに活躍したステンドグラスの工芸家。
橋本雅邦に学んだ高い日本画の素養と、アメリカで修行して身に付けた複雑な色調を生み出すガラス技法で、アール・ヌーヴォー、アール・デコ風でありながらどこか日本情緒を感じさせる作品を生み出し、日本初のステンドグラス作家といえる存在である。

## 経歴
慶応3年（1867年）、静岡県静岡市裏一番町十五番地（現在の住吉町）で静岡藩医・小川清斎の次男（六人姉弟）に生まれた。長男が早世したため、家業の医者になるべく上京し第一高等中学校に入学したが、絵画への憧れは消えなかった。明治22年（1889年）3月発行の雑誌『美術園』二号に、三知は短いが本格的な日本画擁護論を寄稿しており、三知の見識の高さが窺える。東京美術学校が設立されると、明治23年（1890年）弟に家督を譲るのを条件に、一高を中途退学して同校日本画科に入り橋本雅邦に学んだ。卒業後、図画教師として山梨や神戸の中学校、師範学校で教えた。この頃三知は、雪舟の『山水長巻』を全図模写している。明治33年（1900年）にアメリカへ留学、シカゴ美術館附属美術大学で水彩画を教え、セントルイス万国博覧会で日本館の仕事を手伝った。後に農商務省海外実業練習生になり、漆芸について研究した。またステンドグラスに興味を持ち、各地の工房で技法を学んだ。
明治44年（1911年）、日本に帰国し慶應義塾図書館のステンドグラスを依頼された。和田英作の絵を原図にした作品は評判になった（現在残るものは昭和42年に設計図を元に復元されたもの）。個人邸に納めた作品が多く、鳩山会館（旧・鳩山一郎邸）、安藤記念教会、聴潮閣高橋記念館などが知られている。しかし、関東大震災や戦災によって現存している作品は少ない。
三知の死後は、三知の夫人が中心となって職人4、5人で小川スツヂオを維持したが、ステンドグラスの修行をしていない夫人には荷が重く昭和6年（1931年）に閉鎖。当時ステンドグラスは建築物の一部と見なされたため、作品が評価され始めたのはその死の数十年後である。

## 主な現存作品[3]

### 建築

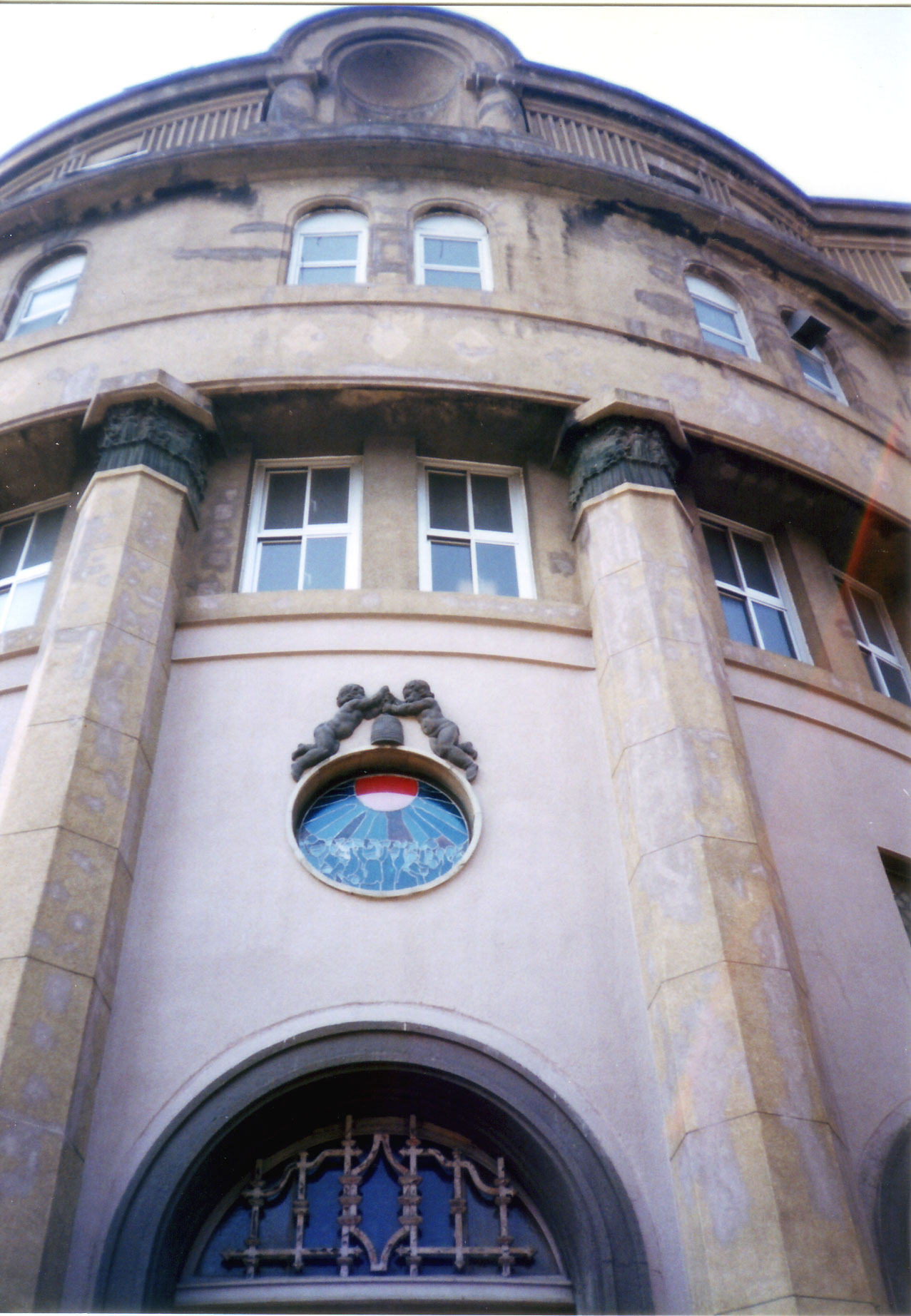
明治大学記念館正面のステンドグラス（1991年撮影）

- 日本メソヂスト教会 銀座教会 （東京都中央区、明治44年（1911年））薔薇窓のみ現存。
- 柊家（旅館） （京都府京都市中京区、明治末から大正初期） 大原女の図。三知以外の作品も多数ある。
- 旧・横須賀鎮守府長官官舎（神奈川県横須賀市、大正初期）の貴賓室ストーブ棚板グラスモザイク[4]。
- 日本基督教団安藤記念教会 （東京都港区、大正6年（1917年）、東京都選定歴史的建造物）
- 日本基督教団安中教会=新島襄記念会堂 （群馬県安中市、大正8年（1919年））白百合と十字架。
- 日本工業倶楽部会館 （東京都千代田区、大正9年（1920年）、登録有形文化財）
- 白糸（旅館） （京都府舞鶴市、大正11年頃） 元は2階和室に入れられていたが、現在は1階受付に移設。白梅・ツバメ・ケヤキ6枚障子。
- 横浜市長公舎 （神奈川県横浜市西区、大正15年（1926年））
- 子安小学校 （神奈川県横浜市神奈川区、大正15年頃）平成18年（2018年）に新校舎が移築に伴い移設。
- 東京府美術館 （台東区上野公園、大正15年頃）窓ガラスを取り外し保存。
- 日本基督教団 鎌倉教会 （神奈川県鎌倉市、大正15年頃）葡萄の葉と月桂樹・十字架。
- 新喜楽（料亭） （東京都中央区築地） 根笹にスズメ。取り外し保存。
- 鎌倉国宝館 （神奈川県鎌倉市、昭和3年（1928年））　鎌倉町町章の星と月。
- 明治大学記念館講堂 （東京都千代田区、昭和3年） 間部時雄デザイン。リバティタワーに移設[5]。
- 旧小川病院（現黒沢ビル、東京都台東区、昭和4年（1929年））
- 旧東京医師会館（東京都千代田区、昭和4年）　孔雀。明和病院に一部移設。
- 国立科学博物館（東京都台東区、昭和3年4月着工、昭和6年（1931年）竣工） 大階段左右のグラスモザイクと地下食堂（現在は事務所）欄間。ドームおよび回廊部のステンドグラスは伊東忠太デザイン。小川スツヂオ制作[6]。

### 邸宅

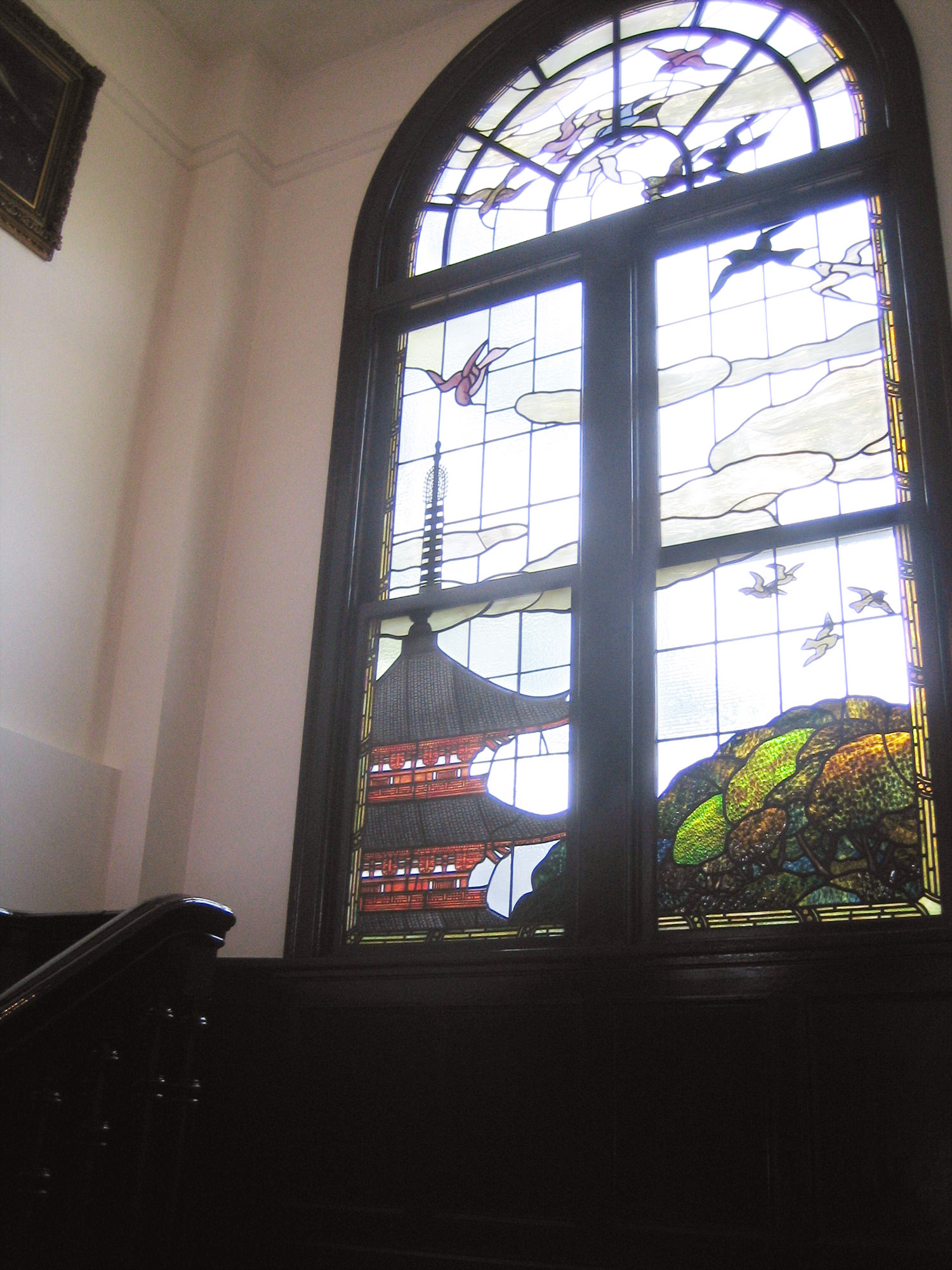
鳩山会館のステンドグラス

- 旧松本家住宅 （現西日本工業倶楽部会館、福岡県北九州市、明治44年（1911年）、重要文化財） 洋館階段室三連窓。葡萄にスズメ。原画は和田英作。
- 森邸 （群馬県桐生市、大正3年（1914年）、登録有形文化財） 非公開。フクロウ。
- 旧平賀義美邸 （現川西市郷土館、兵庫県川西市、大正7年（1918年）、登録有形文化財）
- 宮越正治邸 （青森県北津軽郡、大正9年（1920年）） 非公開。廊下円窓。涼み座敷障子・浴室。
- 和光荘 （北海道小樽市、大正11年（1922年））平成27年（2015年）より4月から11月にかけて予約制で公開。
- 西脇健治邸 （東京都新宿区、大正12年頃） 食堂・階段室・応接間欄間。建物は2015年取壊し。
- 旧鳩山一郎邸 （現鳩山会館、東京都文京区、大正13年（1924年）） 玄関・階段室・書斎。
- 旧山崎家別邸 （埼玉県川越市、大正14年）、市指定文化財） 階段室塔屋。客間と食堂のステンドグラスは別府七郎の制作。庭園は春と秋に無料開放、邸宅内に入室不可。
- 前田家成巽閣 （石川県金沢市、大正14年）現存2枚、障子に小鳥。
- 旧千葉亀之助邸（現菊池寛実記念 智美術館西洋館[7]、東京都港区、大正15年（1926年）、登録有形文化財）設計は森山松之助。事前予約で限定公開。
- 岩元信兵衛邸 （鹿児島県鹿児島市、大正後期） 非公開。玄関唐戸・欄間藤花・円窓・仏間
- 村井五郎邸 （東京都荏原郡、大正15年） 元は階段室にあった国性爺合戦の登場人物・和唐内（鄭成功）の図。歌舞伎座タワーに展示（2018年1月時点）。
- 築地金次郎邸 （静岡県静岡市、大正末年頃） 取り外し現存。障子4枚組内2枚。
- 旧小笠原長幹邸 （現小笠原伯爵邸、東京都新宿区、昭和2年（1927年）、東京都選定歴史的建造物）
- 吉澤忠邸 （神奈川県横浜市西区、昭和3年） 非公開。
- 旧高橋欽哉邸=聴潮閣 （現高橋記念館、大分県別府市、昭和4年、国登録有形文化財）

### 船舶・車両
- 氷川丸 （昭和5年（1930年）） 一等特別室ステンドグラス。